# Éléphant de mer
Mirounga
Pour les articles homonymes, voir Éléphant (homonymie).
Genre
Les éléphants de mer sont des mammifères marins, les plus imposants représentants des phoques (Phocidae). Les mâles dominants développent un nez en forme de courte trompe qui leur a valu ce nom vernaculaire. Ils forment le genre Mirounga qui comprend deux espèces génétiquement assez proches. Le genre Mirounga tire son nom du vieux aborigène australien miouroung, signifiant éléphant de mer.
Ils plongent profondément : la plongée la plus profonde mesurée par une équipe scientifique a révélé que l'éléphant de mer peut descendre à une profondeur de 2 388 mètres.
Dans les deux espèces, le dimorphisme est très marqué entre les mâles et les femelles, les premiers pouvant être deux fois plus gros que les secondes.

## Systématique
Les deux espèces actuelles d'éléphants de mer sont :
- l'éléphant de mer austral (Mirounga leonina) qui fréquente les mers australes subantarctiques (Patagonie, îles Malouines, îles Kerguelen, Archipel Crozet, île Heard) ;
- l'éléphant de mer du nord (Mirounga angustirostris), plus petit, présent sur la côte pacifique nord-américaine (de l'Alaska à la Basse-Californie).

## Culture
En héraldique, deux représentants de l'espèce encadrent l'écu des armoiries des terres australes et antarctiques françaises,.

## Physionomie
Il possède un pelage gris ou brun, selon l'âge.
Le mâle peut peser jusqu'à 2 tonnes et mesurer de 4 à 6 mètres et la femelle jusqu'à 800 kg et mesurer de 2,70 à 3 mètres. Le fait qu’il y ait une grande différence entre la taille des mâles et des femelles est appelé dimorphisme sexuel : le mâle peut faire jusqu’à 4 fois le poids d’une femelle, et le double de sa taille.
Les narines du mâle dominant se développent pour devenir une trompe, elle aura la même utilité qu’une caisse de résonance pour ses rugissements lors de la période de reproduction, pour faire fuir ses rivaux qui seraient tentés de féconder les mêmes femelles que lui.
Sa tête est disproportionnée par rapport à son corps, elle possède deux petits yeux noirs et ils possèdent de nombreuses moustaches appelées vibrisses.
L’éléphant de mer, d’apparence assez pataud sur terre, atteint une vitesse de 8km/h.
Ses pattes avant et arrière sont atrophiées (dont le volume est anormalement petit), mais elles peuvent offrir une grande propulsion sous forme d’une palme, aussi bien sous l’eau que sur la terre ferme.